# Nuoto artistico ai campionati mondiali di nuoto 2019 - Duo misto (programma tecnico)
La gara del nuoto artistico - duo misto tecnico dei campionati mondiali di nuoto 2019 è stata disputata il 13 e 15 luglio presso il ginnasio Yeomju di Gwangju. La gara, alla quale hanno preso parte 9 coppie miste provenienti da 9 nazioni, si è svolta in due turni.
La competizione è stata vinta dalla coppia russa Majja Gurbanberdieva e Aleksandr Mal'cev, mentre l'argento e il bronzo sono andati rispettivamente alla coppia italiana Manila Flamini e Giorgio Minisini e a quella giapponese Atsushi Abe e Yumi Adachi.

## Programma
| Data           | Ora (UTC+9) | Turno       |
| -------------- | ----------- | ----------- |
| 13 luglio 2019 | 11:00       | Preliminari |
| 15 luglio 2019 | 17:00       | Finale      |

## Risultati
| Pos. | Nazione     | Atleta                                  | Preliminari | Preliminari | Finale  | Finale |
| Pos. | Nazione     | Atleta                                  | Punti       | Pos.        | Punti   | Pos.   |
| ---- | ----------- | --------------------------------------- | ----------- | ----------- | ------- | ------ |
| 1    | Russia      | Majja Gurbanberdieva Aleksandr Mal'cev  | 91,5878     | 1           | 92,0749 | 1      |
| 2    | Italia      | Manila Flamini Giorgio Minisini         | 90,3829     | 2           | 90,8511 | 2      |
| 3    | Giappone    | Atsushi Abe Yumi Adachi                 | 88,2948     | 3           | 88,5113 | 3      |
| 4    | Stati Uniti | Bill May Natalia Vega                   | 86,3969     | 4           | 86,9235 | 4      |
| 5    | Cina        | Shi Haoyu Zhang Yayi                    | 85,2740     | 5           | 85,5881 | 5      |
| 6    | Spagna      | Emma García Pau Ribes                   | 83,7049     | 6           | 84,4015 | 6      |
| 7    | Brasile     | Renan Souza Giovana Stephan             | 78,1404     | 7           | 79,4495 | 7      |
| 8    | Colombia    | Jennifer Cerquera Gustavo Sánchez       | 76,1453     | 8           | 77,5388 | 8      |
| 9    | Kazakistan  | Aigerim Issayeva Olzhas Makhanbetiyarov | 71,7055     | 9           | 72,2398 | 9      |